# Potoče (gmina Ajdovščina)
Potoče – miejscowość w Słowenii w gminie Ajdovščina.